# BBÖ VT 43
Der BBÖ VT 43 war ein Verbrennungsmotor-Triebwagen der Österreichischen Bundesbahnen (BBÖ). Ein auf dem Drehgestell gelagerter Simmeringer Dieselmotor trieb einen Generator, der den Strom für den im selben Drehgestell angeordneten elektrischen Fahrmotor lieferte.

## Geschichte
Der VT 43 wurde 1936 von der Maschinen- und Waggonbaufabrik AG in Simmering als dreiachsige Variante des BBÖ VT 42 gefertigt. Er verfügte über ein Drehgestell mit einer dem VT 42 entsprechenden Antriebsanlage bestehend aus einem R8-Dieselmotor, Generator und elektrischem Fahrmotor, sowie einer nicht angetriebenen Einzelachse am anderen Wagenende  Im Gegensatz zu den zweimotorigen Schnelltriebwagen der Reihe VT 42 war der einmotorige VT 43 fü den Einsatz im Regionalverkehr vorgesehen.
1940 wurde er von der Deutschen Reichsbahn abgestellt. Im Zweiten Weltkrieg wurde er schwer beschädigt, sodass vor dem Wiedereinsatz zwischen 1947 und 1949 ein umfangreicher Neuaufbau erfolgte.
1956 erfolgte ein weiterer Umbau, bei dem die elektrische Ausrüstung an die der Baureihe 5042 angeglichen wurde. Der Generator der Type GA 135 wurde durch einen der Type EDG 130 ersetzt. Anstatt der beiden Fahrmotoren der Type USLW 324 wurde ein Motor der Type EDM 116 eingebaut, wodurch nur noch das Drehgestell angetrieben wurde.
Der Triebwagen wurde in den ersten Einsatzjahren von den BBÖ von Wien-Süd, Wels und Attnang-Puchheim aus eingesetzt. Nach dem Krieg kam er im Raum Bregenz zum Einsatz. Zwischen 1955 und 1957 war er in Wien FJB stationiert, danach erfolgte die Umstationierung nach Graz.
Am 20. Jänner 1961 begann der Umbau des Triebwagens zum 5042.15 unter Verwendung von Einzelteilen des ausgemusterten 5042.07. Hierbei wurde der Wagenkasten verlängert und ein zweites Drehgestell sowie ein zusätzlicher Fahrmotor eingebaut. Die Umbauarbeiten wurden am 18. Juni 1963 abgeschlossen.